# Димитър Савов
 Тази статия е за българския предприемач.  За българския опълченец вижте Димитър Савов (опълченец).  
Димитър Стефанов Савов е български предприемач и политик. Син на Стефан (Стефанаки) Христов Савов. Майка му, Мария Николова Савова (Статкова), е сестра на Васил Статков, врачански адвокат, политик и общественик. Той участва в ръководството на множество български предприятия между двете световни войни, а през 1944 г. за кратко е министър на финансите — в правителството на Иван Багрянов.
Димитър Савов е баща на политика Стефан Савов.

## Биография
Димитър Савов е роден на 17 септември (5 септември стар стил) 1887 г. във Враца. През 1906 г. завършва гимназия в Сливен, а през 1910 г. - финанси в Берлин. Той е основател и акционер в няколко търговски и промишлени предприятия - „Савов и Пиперевски“, „Оливия“, „Филтис“, „Напред“, Акционерно дружество за химически произведения. През различни периоди е член на управителните съвети на Българска народна банка, Банка „Български кредит“, Съединени български банки, Френско-българска банка за международна търговия, Акционерно дружество „Пирин“, „Кораловит“, Българско минно и металургично дружество, Осигурителното дружество „Балкан“ и други.
От 1922 до 1943 г. Димитър Савов участва в ръководството на Софийската търговско-индустриална камара, известно време е член на Управителния съвет на Международната търговска камара в Париж. Председател е на Българо-гръцкото дружество (1937-1941) и на Българо-югославската стопанска камара (1940-1941). През юни - септември 1944 г. е министър на финансите в правителството на Иван Багрянов.
Скоро след Деветосептемврийския преврат, на 1 февруари 1945 г. Димитър Савов е осъден от Народния съд на 15 години затвор, като министър и народен представител през предходните години. През 1946 г. е освободен, но през 1947 г. е интерниран в Горни Дъбник, а през 1951 г. е затворен в лагера Белене, където умира малко по-късно.